# Aulamorphus
Aulamorphus es un género de escarabajos de la familia Chrysomelidae. El género fue descrito científicamente primero por Jacoby en 1897. Esta es una lista de especies perteneciente a este género:
- Aulamorphus decoratus (Laboissiere, 1926)
- Aulamorphus flavipes Laboissiere, 1926
- Aulamorphus histrio Laboissiere, 1926
- Aulamorphus hollisi Jacoby, 1897
- Aulamorphus laevipennis Laboissiere, 1926
- Aulamorphus pictus Jacoby, 1906
- Aulamorphus punctatus Laboissiere, 1926
- Aulamorphus similis Laboissiere, 1926
- Aulamorphus variabilis Gahan, 1909